# 템펠리아우키오 교회

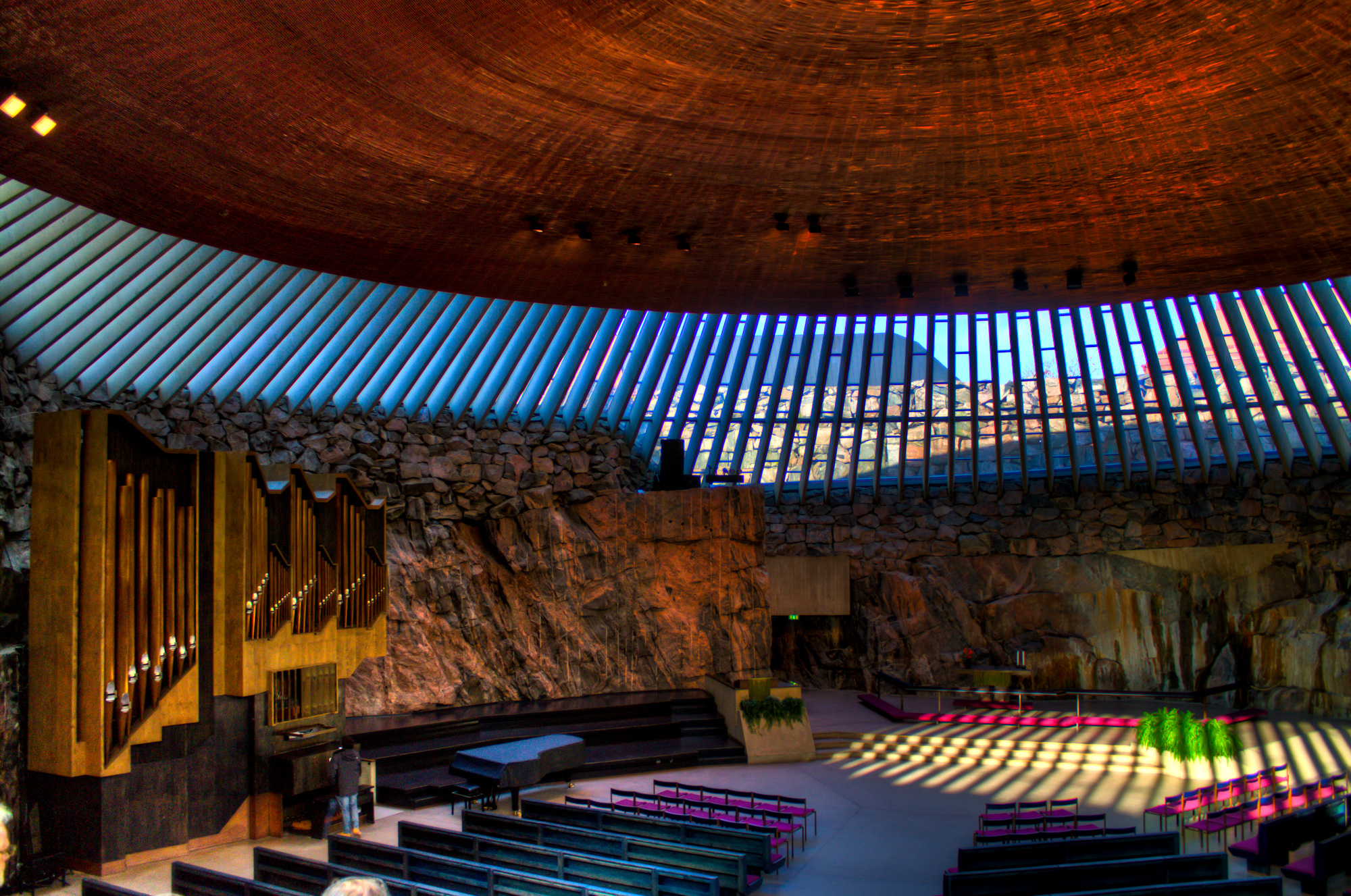
교회 내부

템펠리아우키오 교회(Temppeliaukio Church, 핀란드어: Temppeliaukion kirkko, 스웨덴어: Tempelplatsens kyrka)는 헬싱키와 이웃하는 퇼뢰(Töölö)에 위치한 루터교회이다. 1969년 수오마라이넨 형제의 설계로 바위산에 조성되어 있어 암석의 교회(Rock Church)라고도 불린다.
주변의 자연환경을 고려하여 만든 초현대적으로 설계한 핀란드의 대표적 건축물로, 마치 UFO와 같은 모습을 하고 있는 최첨단의 교회이다. 천장주변을 원형으로 잘라내어 만든 유리창이 일품이며 바위에 올라가면 돔형의 지붕을 통해 교회 내부를 들여다 볼 수 있다. 내부의 음향효과가 뛰어나 음악회장으로도 쓰인다. 교회내부는 천연암석의 특징을 살린 독특한 디자인과 파이프 오르간이 있다.